# 高屋定美
高屋 定美（たかや さだよし、1963年 - ）は、日本の経済学者、関西大学教授。専攻は、国際金融論・欧州経済論。

## 経歴
1963年、京都府京都市で生まれた。神戸大学経済学部で学び、1986年に卒業。同大学院経済学研究科に進学し、1991年に博士課程を単位取得退学。
その後は近畿大学商経学部専任講師となり、1994年に助教授、2001年に教授昇格。1998年、学位論文『累積債務問題の要因と債務救済の経済分析』を神戸大学に提出して経済学博士号を取得。2004年、関西大学商学部教授に転じた。
学会では、2023年4月より日本EU学会理事長を務めている。

## 著作
著書
- 『EU通貨統合とマクロ経済政策』ミネルヴァ書房(Minerva現代経済学叢書) 2009
- 『ユーロと国際金融の経済分析』関西大学出版部 2009
- 『欧州危機の真実 混迷する経済・財政の行方』東洋経済新報社 2011
- 『検証 欧州債務危機』 中央経済社 2015

共編著
- 『キーワード入門経済学 理論にアクセスするためのパスワード』河村朗・阿部公一共編著 嵯峨野書院 2001
- 『国際化時代のマクロ経済』吟谷泰裕・中野正裕・西山博幸共著 実教出版(専門基礎ライブラリー) 2006
- 『EU経済』編著 ミネルヴァ書房 2010
- 『社会的排除と高等教育政策に関する国際比較研究 高等教育の経済効果の視点から』西尾亜希子共著 全国勤労者福祉・共済振興協会(公募研究シリーズ) 2010
- 『グローバル金融危機と経済統合 欧州からの教訓』飴野仁子・田村香月子・徳永昌弘共著 関西大学出版部 2012

翻訳
- 『銀行業の将来』J.L.ピアス著、家森信善共訳 東洋経済新報社 1993
- 『グローバル資本と国際通貨システム』バリー・アイケングリーン著、ミネルヴァ書房(Minerva 21世紀ライブラリー) 1999
- 『為替レートの経済学』ピーター・アイザルド著、須齋正幸・秋山優共訳 東洋経済新報社 2001
- 『現代マクロ金融論 ポスト・ケインジアンの視角から』ゲーリー・ディムスキー,ロバート・ポーリン(経済学者)（英語版）編、藤井宏史・植田宏文共訳 晃洋書房 2004